# Kharkovchanka

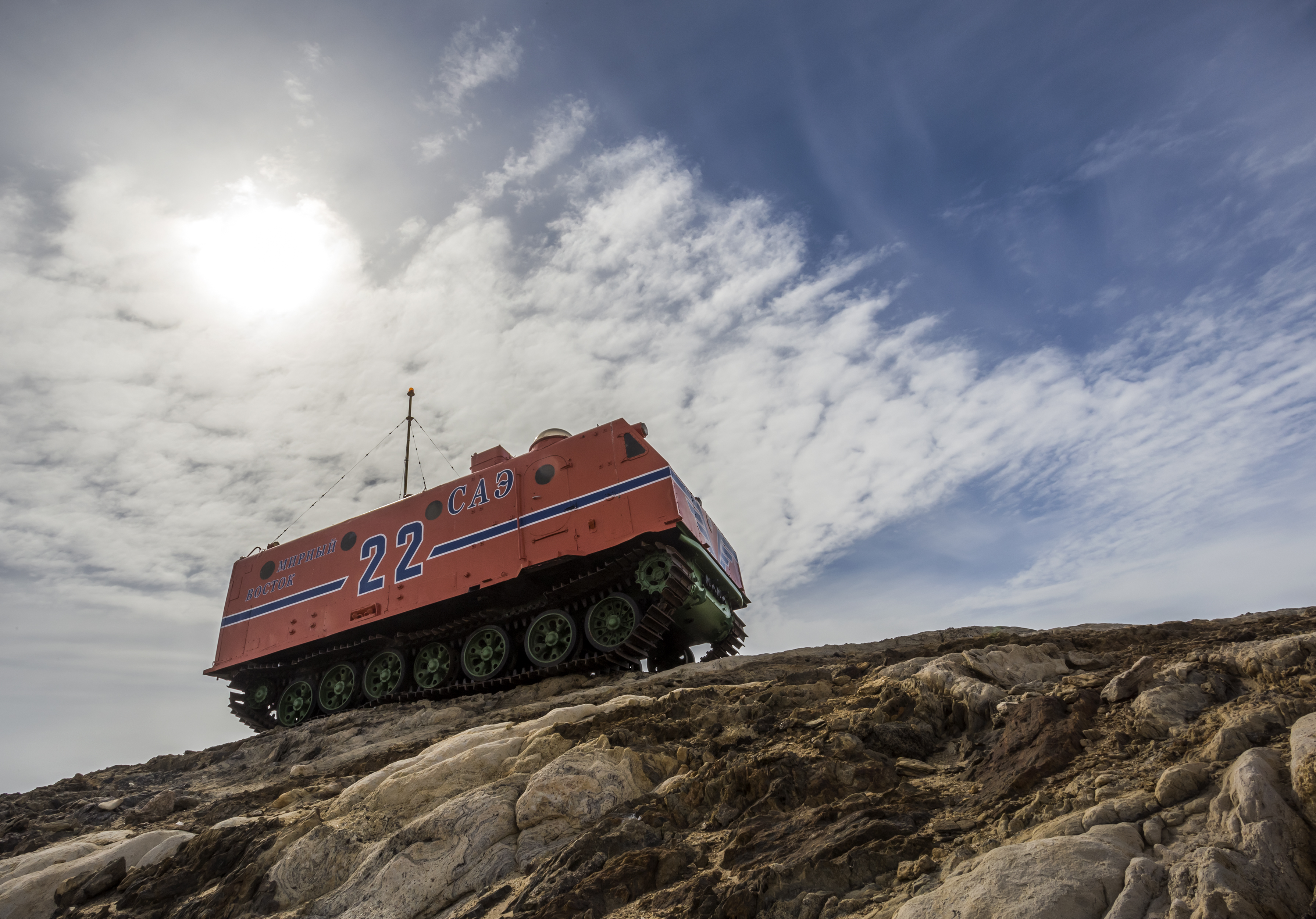
Kharkovchanka près de la station Zhongshan en Antarctique (2014)

Kharkovchanka (russe : Харьковчанка, « Femme de Kharkov »), nom de code : Manufacture 404S, est un modèle de véhicule tout-terrain antarctique fabriqué vers 1957-1958 en Union soviétique, conçu et construit par l'usine d'ingénierie des transports de Kharkov, puis fabriqué à Kharkiv par l'usine Malyshev. Basé sur la plateforme du tracteur AT-T (elle-même basée sur le char T-54). En décembre 1959, deux d'entre eux (« 21 » et « 23 ») furent livrés en Antarctique et atteignirent le pôle Sud. L'énorme véhicule de neige tout-terrain avait au total une petite cuisine, des toilettes, un four et huit lits.
Lors de la 39e expédition russe en Antarctique, les Vityaz DT-30P ont remplacé les Kharkovchankas. Ceux-ci furent eux-mêmes remplacés plus tard par PistenBully 300 véhicules Polar.

## Histoire

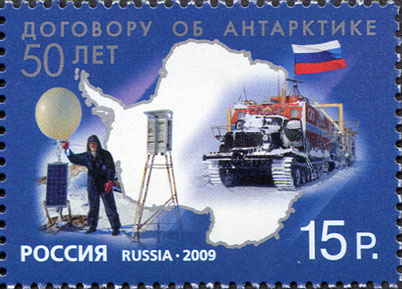
La deuxième génération de Kharkovchanka.

Trois Kharkovchankas ont été construits en 1958 et expédiés en Antarctique. Ils ont traversé la côte océanique jusqu'à la station soviétique Vostok existante en février 1959. Deux d'entre eux, et un troisième tracteur AT-T, quittèrent la station Vostok pour le pôle Sud géographique début décembre 1959, arrivant au pôle le 26 décembre 1959 et surprenant l'équipage américain qui avait été transporté par avion vers la station Amundsen-Scott l'été précédent. Des dizaines de missions exploratoires supplémentaires en Antarctique ont été effectuées avec des Kharkovchankas au cours des années suivantes.
En 1974-1975, un Kharkovchanka de deuxième génération a été conçu et construit pour le service en Antarctique. La plus grande différence de conception résidait dans le mouvement de la cabine et du moteur vers l'avant de la structure de carrosserie rectangulaire massive, ainsi que dans l'ajout d'une production d'énergie auxiliaire pour l'électricité et la chaleur lorsque le moteur principal ne fonctionnait pas. Trois Karkovchankas de deuxième génération sont sortis de la chaîne de production à l'automne 1975.
Une troisième génération potentielle basée sur le tracteur MT-T a été envisagée dans les années 1980, mais a été définitivement suspendue pour des raisons budgétaires. Après la dissolution de l'Union soviétique les Kharkovchankas sont restés le principal système de transport pour les marchandises de l'Antarctique jusqu'au début des années 2010 dans le cadre de l’opération russe en Antarctique.

## Description

### Première génération
Comme l'Antarctic Snow Cruiser, le moteur était à l'intérieur de l'espace habitable (20 m2) pour permettre l'entretien sans être exposé aux éléments. Cependant, cela signifiait que le bruit du moteur empêchait tout sommeil et que tout était recouvert de suie provenant des gaz d'échappement.

## Caractéristiques techniques

### Première génération
- Assemblage : Kharkiv (Usine d'ingénierie des transports de Kharkov), RSS d'Ukraine[1]
- Fabricant : Usine Malyshev
- Longueur : 8,5 m
- Largeur : 3,5 m
- Hauteur : 4 m[1]
- Roues : sept de chaque côté avec pignon d'entraînement et roue libre
- Largeur de voie : 1 m [4]
- Suspension : barre de torsion
- Moteur : 995 ch (742 kW) V-12 diesel
- Vitesse de croisière : 30 km/h[1]
- Max. vitesse : 56 km/h[1]
- Max. pente : pente de 30 degrés[1]
- Poids : 35 000 kg
- Charge de remorquage : 60 tonnes[1]

## Voir également
- Antarctic Snow Cruiser, véhicule américain, vers 1940.